# Azuurblauwmot
De azuurblauwmot (Stenoptinea cyaneimarmorella) is een vlinder uit de familie echte motten (Tineidae). De wetenschappelijke naam is voor het eerst geldig gepubliceerd in 1854 door Pierre Millière.
De soort komt voor in Europa.